# Аналогичные органы

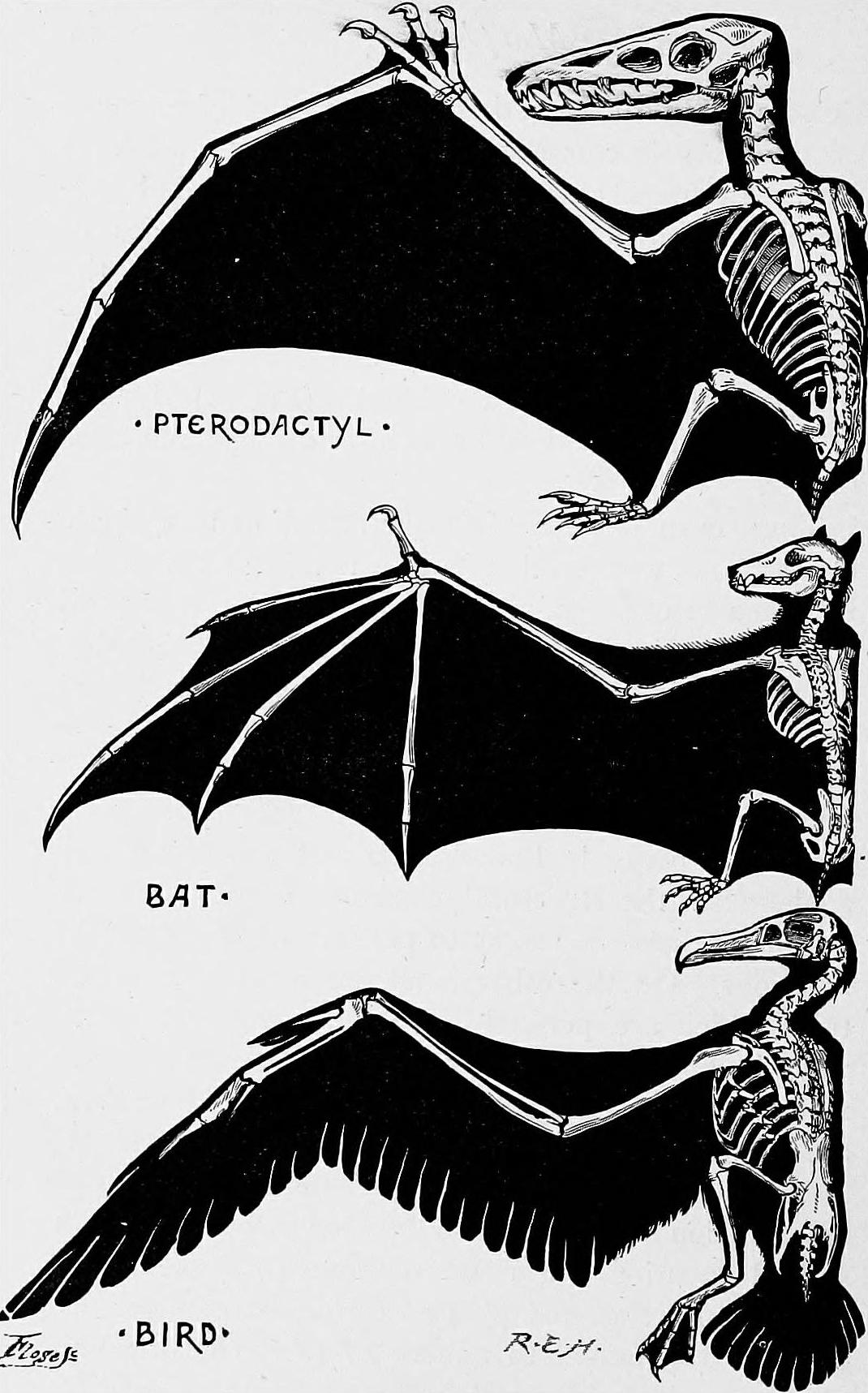
Крылья птерозавров (1), летучих мышей (2) и птиц (3) гомологичны как передние конечности, но аналогичны как крылья: они выполняют одинаковую функцию и сходны по строению, но развились независимо, так как общие предки этих животных не имели крыльев

Аналогичные органы (греч. análogos — соответственный), органы и части животных или растений, сходные в известной мере по внешнему виду и выполняющие одинаковую функцию, но различные по строению и происхождению.
Сходство для аналогичных органов — результат эволюционного приспособления разных организмов к одинаковым условиям среды. Так как строение, развитие и происхождение аналогичных органов различны, их сопоставление не позволяет судить о родстве между организмами. (ср. Гомологичные органы)
Аналогия (в биологии) — внешнее сходство организмов разных систематических групп, а также органов или их частей, происходящих из различных исходных зачатков и имеющих неодинаковое строение. Аналогия обусловлена общностью образа жизни или функции (приспособлением к сходным условиям существования).
Понятие аналогии разбивается на подчиненные категории:
- Простая (конвергирующая) аналогия — такое подобие, когда у двух неродственных групп организмов возникают органы, сходные по облику и функциям, но не обнаруживающие сходства узкоспециальных черт. Например, кожные жабры, расположенные на различных органах неродственных групп водных животных, имеют общую тенденцию к увеличению площади поверхности за счет усиленного роста и ветвления.
- Конфлюэнтная аналогия или конфлюэнция. В этом случае органы совпадают по строению вплоть до мельчайших особенностей, и судить об их аналогичности можно, только изучив их происхождение. Примером конфлюэнтно-аналогичных органов является сходство (даже на гистологическом уровне) трахей насекомых и трахей наземных хелицеровых.

## История
Понятие аналогии было введено Аристотелем и обозначало функциональное, и морфологическое сходство органов различных организмов. Ричард Оуэн уточнил это понятие как функциональное подобие, противоположное гомологии. Понятие гомологии в биологии было введено Ричардом Оуэном в 1840-е гг., не ставившего задачи решения филогенетических проблем. Он предложил различить аналогичные:
«…a part or organ in one animal that has the same function as another part or organ in a different animal…» [часть или орган животного, который имеет ту же самую функцию, что и другая часть или орган у иного животного]
и гомологичные структуры:
«the same organ in different animals under every variety of form and function…» [тот же самый орган в различных животных при всех вариациях формы и функции]
Примерами аналогичных структур могут служить крылья насекомых и птиц. Примерами гомологичных — крыло птицы и рука человека.
Чарльз Дарвин (1859) считал, что аналогия возникает в ходе эволюции в сходных условиях жизни в результате приспособления к окружающей среде организмов далёких систематических групп (см. Конвергенция в биологии).

## Примеры

### Животные
- Крылья птиц — видоизменённые передние конечности, крылья насекомых — складки хитинового покрова
- Органы дыхания рыб и ракообразных (жабры), сухопутных позвоночных (лёгкие) и насекомых (трахеи) имеют также различное происхождение: жабры рыб — образования, связанные с внутренним скелетом, жабры ракообразных происходят из наружных покровов, лёгкие позвоночных — выросты пищеварительной трубки, трахеи насекомых — система трубочек, развившихся из наружных покровов
- Обтекаемая форма тела у водных млекопитающих — китов, дельфинов и у рыб

### Растения
- Усики винограда (образующиеся из побегов) и усики гороха (видоизменённые листья)